# São Roberto
São Roberto là một đô thị thuộc bang Maranhão, Brasil. Đô thị này có diện tích 227,458 km², dân số năm 2007 là 4986 người, mật độ 21,92 người/km².